# Tim Mickelson
Tim Mickelson, född 12 november 1948 i Madison i Michigan, död 30 augusti 2017 i Woodinville i Washington, var en amerikansk roddare.
Han tog OS-silver i åtta med styrman i samband med de olympiska roddtävlingarna 1972 i München.